# Grand Prix Niemiec 1970
Grand Prix Niemiec 1970 (oryg. Großer Preis von Deutschland) – ósma runda Mistrzostw Świata Formuły 1 w sezonie 1970, która odbyła się 2 sierpnia 1970, po raz pierwszy na torze Hockenheimring.
32. Grand Prix Niemiec, 18. zaliczane do Mistrzostw Świata Formuły 1.

## Klasyfikacja
| Legenda oznaczeń w tabelach wyników Wyświetl szablon na nowej stronie | Legenda oznaczeń w tabelach wyników Wyświetl szablon na nowej stronie                                                                     |
| Oznaczenie                                                            | Wyjaśnienie |
| --------------------------------------------------------------------- | --- |
| Złoty                                                                 | Zwycięzca lub mistrzostwo |
| Srebrny                                                               | 2. miejsce lub wicemistrzostwo |
| Brązowy                                                               | 3. miejsce lub II wicemistrzostwo |
| Zielony                                                               | Ukończył, punktował (w klasyfikacji generalnej, gdy zdobył co najmniej jeden punkt na przestrzeni sezonu, poza trzema powyższymi opcjami) |
| Niebieski                                                             | Ukończył, nie punktował (w klasyfikacji generalnej, gdy nie zdobył co najmniej jednego punktu na przestrzeni sezonu)                      |
| Czerwony                                                              | Nie zakwalifikował się (NZ) |
| Czerwony                                                              | Nie prekwalifikował się (NPK) |
| Różowy                                                                | Nie ukończył (NU) |
| Różowy                                                                | Niesklasyfikowany (NS) (w klasyfikacji generalnej, gdy nie został sklasyfikowany w żadnym wyścigu sezonu)                                 |
| Czarny                                                                | Zdyskwalifikowany (DK) |
| Czarny                                                                | Wykluczony (WYK/EX) |
| Biały                                                                 | Nie wystartował (NW) |
| Biały                                                                 | Kontuzjowany (K/INJ) |
| Biały                                                                 | Wyścig odwołany (OD/C) |
| Bez koloru                                                            | Został wycofany (WYC/WD) |
| Bez koloru                                                            | Nie przybył (NP/DNA) |
| Bez koloru                                                            | Nie brał udziału w treningach (NT/DNP) |
| Bez koloru                                                            | Nie został zgłoszony (–) |
| Pogrubienie                                                           | Start z pole position |
| Kursywa                                                               | Najszybsze okrążenie wyścigu |
| †                                                                     | Nie ukończył, ale jego rezultat został zaliczony ze względu na przejechanie więcej niż 90% dystansu wyścigu.                              |
| *                                                                     | Sezon w trakcie |
| 1/2/3                                                                 | Punktowana pozycja w sprincie kwalifikacyjnym                                                                                             |
| Lista systemów punktacji Formuły 1                                    | |

| Poz. | Nr. | Nat               | Kierowca             | Konstruktor        | Okrążeń | Czas/powód NU | Poz. start. | Punktów |
| ---- | --- | ----------------- | -------------------- | ------------------ | ------- | ------------- | ----------- | ------- |
| 1    | 2   | Austria           | Jochen Rindt         | Lotus-Ford         | 50      | 1:42:00.3     | 2           | 9       |
| 2    | 10  | Belgia            | Jacky Ickx           | Ferrari            | 50      | 0.7           | 1           | 6       |
| 3    | 4   | Nowa Zelandia     | Denny Hulme          | McLaren-Ford       | 50      | + 1:21.8      | 16          | 4       |
| 4    | 17  | Brazylia          | Emerson Fittipaldi   | Lotus-Ford         | 50      | + 1:55.1      | 13          | 3       |
| 5    | 21  | Niemcy            | Rolf Stommelen       | Brabham-Ford       | 49      | + 1 okrążenie | 11          | 2       |
| 6    | 14  | Francja           | Henri Pescarolo      | Matra              | 49      | + 1 okrążenie | 5           | 1       |
| 7    | 23  | Francja           | François Cevert      | March-Ford         | 49      | + 1 okrążenie | 14          |         |
| 8    | 12  | Szwajcaria        | Jo Siffert           | March-Ford         | 47      | Zapłon        | 4           |         |
| 9    | 7   | Wielka Brytania   | John Surtees         | Surtees-Ford       | 46      | Silnik        | 15          |         |
| NU   | 9   | Wielka Brytania   | Graham Hill          | Lotus-Ford         | 37      | Silnik        | 20          |         |
| NU   | 5   | Nowa Zelandia     | Chris Amon           | March-Ford         | 34      | Silnik        | 6           |         |
| NU   | 15  | Szwajcaria        | Clay Regazzoni       | Ferrari            | 30      | Silnik        | 3           |         |
| NU   | 16  | Wielka Brytania   | John Miles           | Lotus-Ford         | 24      | Silnik        | 10          |         |
| NU   | 1   | Wielka Brytania   | Jackie Stewart       | March-Ford         | 20      | Silnik        | 7           |         |
| NU   | 11  | Stany Zjednoczone | Mario Andretti       | March-Ford         | 15      | Skrz. biegów  | 9           |         |
| NU   | 22  | Szwecja           | Ronnie Peterson      | March-Ford         | 11      | Silnik        | 19          |         |
| NU   | 6   | Meksyk            | Pedro Rodríguez      | BRM                | 7       | Zapłon        | 8           |         |
| NU   | 10  | Wielka Brytania   | Jackie Oliver        | BRM                | 5       | Silnik        | 18          |         |
| NU   | 3   | Australia         | Jack Brabham         | Brabham-Ford       | 4       | Wyciek oleju  | 12          |         |
| NU   | 8   | Francja           | Jean-Pierre Beltoise | Matra              | 4       | Zawieszenie   | 21          |         |
| NU   | 24  | Wielka Brytania   | Peter Gethin         | McLaren-Ford       | 3       | Przepustnica  | 17          |         |
| NZ   | 25  | Wielka Brytania   | Brian Redman         | De Tomaso-Ford     |         |               |             |         |
| NZ   | 20  | Włochy            | Andrea de Adamich    | McLaren-Alfa Romeo |         |               |             |         |
| NZ   | 27  | Szwajcaria        | Silvio Moser         | Bellasi-Ford       |         |               |             |         |
| NZ   | 26  | Niemcy            | Hubert Hahne         | March-Ford         |         |               |             |         |